# Rodrigue Neti

a Compétitions nationales et continentales officielles uniquement.

b Matchs officiels uniquement.
Dernière mise à jour le 2 mars 2025.
Rodrigue Neti, né le 26 avril 1995 à Nouméa (Nouvelle-Calédonie, France), est un joueur international français de rugby à XV jouant au poste de pilier gauche au Stade toulousain depuis 2014 où il est formé.
Il remporte, avec le Stade toulousain, le championnat de France à cinq reprises en 2019, 2021, 2023, 2024 et 2025 et la Coupe d'Europe en 2021 et 2024.

## Biographie

### Jeunesse et formation
D'origine wallisienne, Rodrigue Neti naît et grandit en Nouvelle-Calédonie. Il commence le rugby à l'URC Dumbéa, où son père entraînait. Il y jouait notamment avec Matthieu Jalibert, jusqu'à ce que celui-ci retourne en métropole. Il est ensuite recruté par le Stade toulousain lorsque des dirigeants du club, dont Abraham Tolofua, sont venus sur son île dans le cadre d’un tournoi international de rugby à 7 auquel il participait avec son équipe. Il est l'un des trois joueurs repérés par le club toulousain, mais refuse dans un premier temps la proposition toulousaine. Après plusieurs mois de réflexion, il choisit finalement de rejoindre le Stade toulousain en 2012, à l'âge de 17 ans,. Il n'avait alors jamais joué à XV. Arrivé à Toulouse, il joue dans un premier temps pilier droit, avant de passer à droite en espoirs, alors qu'il n'avait jamais joué pilier auparavant. Un an après son arrivée, il est champion de France Crabos en 2013. Il évoluait, chez les jeunes, avec par exemple Thomas Ramos, Julien Marchand ou encore Arthur Bonneval.

### Débuts professionnels (2014-2018)

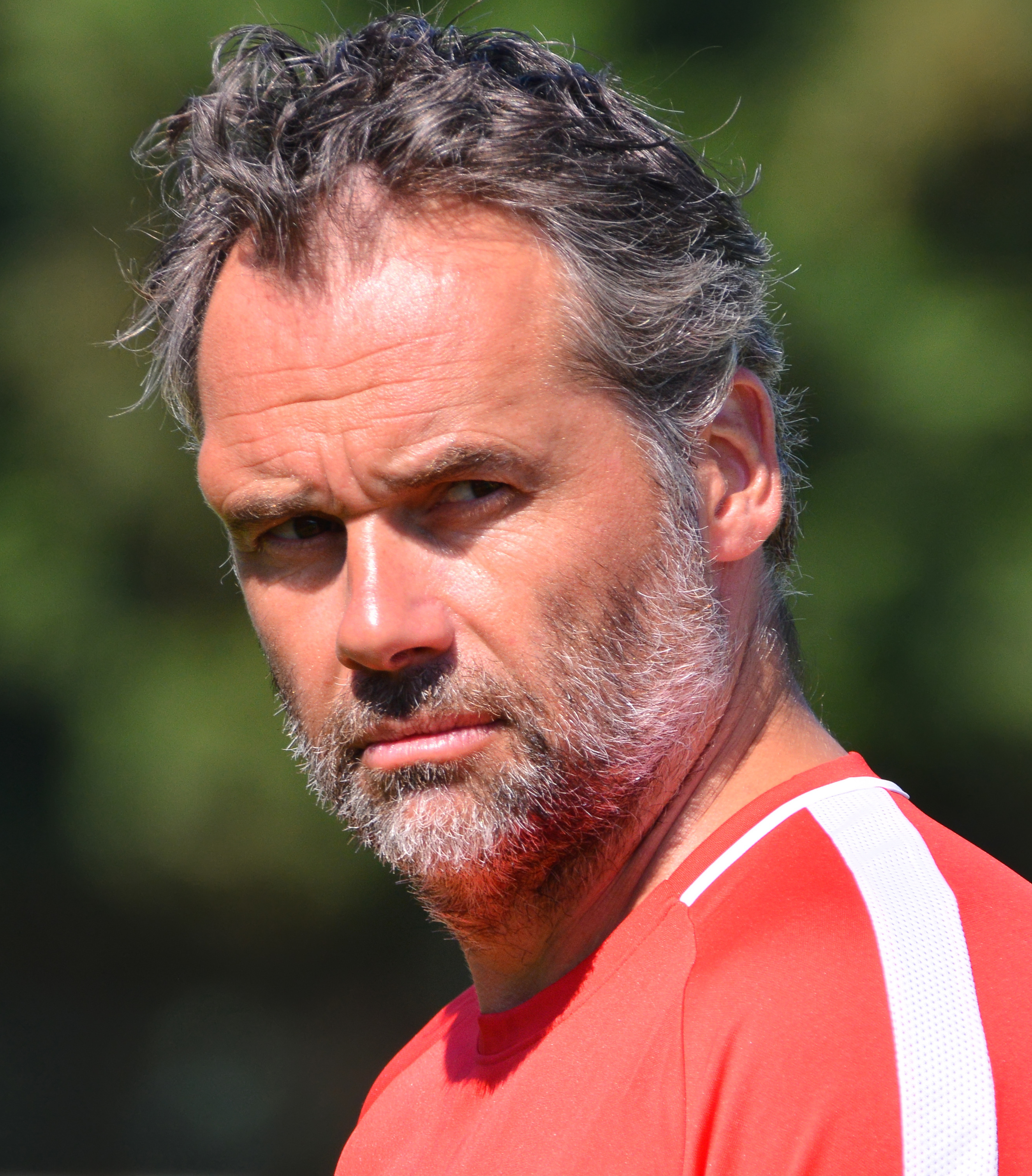
Ugo Mola, ici en 2018, est l'entraîneur de Rodrigue Neti depuis 2015.

Rodrigue Neti apparaît pour la première fois sur la feuille de match en professionnel lors de la première journée de Top 14 de la saison 2014-2015, contre Oyonnax. Il n'entre cependant pas en jeu. Il fait ses débuts avec l'équipe professionnelle quelques semaines plus tard, le 6 septembre 2014, face au CA Brive en Top 14. Cette saison, il dispute au total quatre rencontres d'affilée en début de championnat, quand le Stade toulousain connaissait une pénurie de piliers gauches,. Cette même saison, il est aussi retenu par Fabien Pelous avec l'équipe de France des moins de 20 ans, avec qui il dispute le Tournoi des Six Nations 2015. Durant ce tournoi, il joue trois matchs, dont deux en tant que titulaire.
Il joue de nouveau avec son club formateur, en début de saison 2016-2017 grâce aux départs en sélections internationales de Cyril Baille et Vasil Kakovin, deux ans après son dernier match de Top 14. Il joue finalement six rencontres de championnat. Il en est de même la saison suivante. Il participe à quatorze matchs toutes compétitions confondues, principalement en l'absence des internationaux mais gagne tout de même du temps de jeu et entre dans la rotation au poste de pilier gauche, malgré la concurrence avec Cyril Baille, Lucas Pointud, Clément Castets et Daniel Mienie.

### Affirmation à Toulouse puis débuts en équipe de France (depuis 2018)
À partir de la saison 2018-2019, ne fait qu'augmenter et il prend de plus en plus d'importance au sein du Stade toulousain. Il joue onze matchs de championnat la saison du titre de champion de France du Stade toulousain, mais ne participe pas à la finale. Il s'agit alors du premier titre remporté par Rodrigue Neti durant sa carrière professionnelle. Après les départs de Toulouse de Lucas Pointud et Clément Castets, respectivement en 2019 et 2021, le club choisit à chaque fois de ne pas les remplacer par une recrue, montrant ainsi la confiance qu'à Ugo Mola et le club en Rodrigue Neti.
Durant la saison 2019-2020, il est troisième dans la hiérarchie des piliers gauche au Stade toulousain derrière Baille et Castets, et joue tout de même douze matchs, malgré l'arrêt prématuré des compétitions à cause de la pandémie de Covid-19. La hiérarchie est la même pour la saison 2020-2021, mais les sélections en équipe de France de Baille et les Blessures régulières de Castets offrent encore plus de temps de jeu à Rodrigue Neti, qui joue ainsi 24 matchs toutes compétitions confondues,.
En progression constante depuis plusieurs saisons, il est appelé, en novembre 2020, dans le groupe de 31 joueurs de l'équipe de France de rugby à XV par Fabien Galthié pour préparer le match de Coupe d'automne des nations contre l'Italie. Ce groupe est marqué par l'absence des habituels titulaires limités à trois matchs en automne 2020. Il connaît ainsi sa première cape internationale le 28 novembre 2020 contre l'Italie. Il est titulaire en première ligne aux côtés de ses coéquipiers du Stade toulousain, Peato Mauvaka et Dorian Aldegheri. Il est ensuite convoqué pour la finale de la compétition contre l'Angleterre. Pour ce match, il n'est pas titulaire, mais entre en jeu à la place d'Hassane Kolingar à la 53e minute de jeu. La France s'incline finalement 22 à 19.
À l'issue de cette saison 2020-2021, le Stade toulousain est dans un premier temps finaliste de la Coupe d'Europe, à laquelle Rodrigue Neti a participé en jouant une rencontre. Il ne dispute pas la finale remportée face au Stade rochelais. En Top 14, son club atteint également la finale, à laquelle il participe lorsqu'il entre en jeu à la place de Cyril Baille en seconde période. Toulouse s'impose une fois de plus, sur le score de 18 à 8 et Rodrigue Neti remporte son deuxième titre de la saison, le troisième de sa carrière.
Avec le départ de Clément Castets, il devient le principal concurrent de Baille à gauche de la mêlée toulousaine et devient alors le numéro deux au poste pour la saison 2021-2022. Cette saison, il joue les 24 premières rencontres de Top 14 en étant titulaire la moitié du temps, souvent durant les périodes de doublons. Il joue également six matchs de Coupe d'Europe. Le Stade toulousain s'incline en demi-finale dans les deux compétitions. Rodrigue Neti a joué un rôle important cette saison, notamment lorsqu'il fallait pallier Cyril Baille. Il a fait partie de toutes les feuilles de match toutes compétitions confondues, jusqu'à ce qu'il se blesse à l’aponévrose plantaire, lui faisant manquer deux matchs,. Il a aussi été nommé capitaine durant les doublons.
Il commence ensuite la saison 2022-2023 en tant que titulaire au poste de pilier gauche, en l'absence de Baille. En novembre 2022, il prolonge son contrat avec son club formateur de trois saisons, soit jusqu'en 2026,,. Cette saison, son club se qualifie jusqu'en demi-finale de la Champions Cup, avant d'être éliminé une fois de plus aux portes de la finale par le Leinster, une défaite 41 à 22,. Toutefois, en championnat, les Toulousains terminent à la première place de la saison régulière, se qualifiant donc en demi-finale où ils battent largement le Racing 92 sur le score de 41 à 14 et retrouvent donc le Stade rochelais en finale, comme en 2021,. En finale comme en demi-finale, il entre en jeu en seconde période à la place de Baille. Dans un match très serré, Toulouse s'impose en fin de match et l'emporte 29 à 26,. Rodrigue Neti remporte donc le Bouclier de Brennus pour la troisième fois de sa carrière.
Durant la deuxième journée de Champions Cup de la saison 2023-2024 contre les Harlequins, Rodrigue Neti marque le tout premier essai de sa carrière à l'âge de 28 ans, dans une large victoire 19-47,.
Le 25 mai 2024, il est remplaçant avec le Stade toulousain en finale de la Champions Cup au Tottenham Hotspur Stadium de Londres face au Leinster. Il entre en jeu à la 59e minute à la place de Cyril Baille. Les Toulousains s'imposent 31 à 22 après les prolongations face aux irlandais et remportent ainsi le 6e titre de champions d'Europe du club.
Un mois plus tard, il est titulaire en finale du Top 14, organisée exceptionnellement au Stade Vélodrome de Marseille, contre l'Union Bordeaux Bègles. Il supplée Cyril Baille, blessé lors de la demi-finale. Les Toulousains l'emportent 59 à 3, plus large score de l'histoire en finale du championnat de France.

## Vie privée
Rodrigue Neti est père d'une fille, Kaylee, depuis 2019.
Le père de Rodrigue Neti était entraîneur de l'URC Dumbéa, et a joué en en sélection de Nouvelle-Calédonie avec le père de Sébastien et Romain Taofifiénua, et avec Abraham Tolofua.

## Statistiques

### En club
| Saison                 | Club                   | Championnat | Championnat | Championnat | Coupe d'Europe     | Coupe d'Europe | Coupe d'Europe |
| Saison                 | Club                   | Compétition | Matchs      | Essais      | Compétition        | Matchs         | Essais         |
| ---------------------- | ---------------------- | ----------- | ----------- | ----------- | ------------------ | -------------- | -------------- |
| 2014-2015              | Stade toulousain       | Top 14      | 4           | -           | Coupe d'Europe     | -              | -              |
| 2015-2016              | Stade toulousain       | Top 14      | -           | -           | Coupe d'Europe     | -              | -              |
| 2016-2017              | Stade toulousain       | Top 14      | 6           | -           | Coupe d'Europe     | -              | -              |
| 2017-2018              | Stade toulousain       | Top 14      | 9           | -           | Challenge Européen | 5              | -              |
| 2018-2019              | Stade toulousain       | Top 14      | 11          | -           | Coupe d'Europe     | -              | -              |
| 2019-2020              | Stade toulousain       | Top 14      | 12          | -           | Coupe d'Europe     | 3              | -              |
| 2020-2021              | Stade toulousain       | Top 14      | 23          | -           | Coupe d'Europe     | 1              | -              |
| 2021-2022              | Stade toulousain       | Top 14      | 24          | -           | Coupe d'Europe     | 6              | -              |
| 2022-2023              | Stade toulousain       | Top 14      | 21          | -           | Champions Cup      | 7              | -              |
| 2023-2024              | Stade toulousain       | Top 14      | 10          | -           | Champions Cup      | 2              | 1              |
| Total Stade toulousain | Total Stade toulousain | Top 14      | 120         | 0           | Coupes d'Europe    | 24             | 1              |

### Internationales

#### Équipe de France des moins de 20 ans
Rodrigue Neti a disputé trois matchs avec l'équipe de France des moins de 20 ans en une saison, prenant part à une édition du Tournoi des Six Nations en 2015. Il n'a pas inscrit de points.

#### XV de France
Au 24 décembre 2023, Rodrigue Neti compte deux sélections en équipe de France, et n'a pas inscrit de points. Il obtient sa première sélection en équipe de France le 28 novembre 2020 dans le cadre de la Coupe d'automne des nations.
| Année | Compétition                 | Matchs | Points | Essais | Pénalités | Drops | Transformations |
| ----- | --------------------------- | ------ | ------ | ------ | --------- | ----- | --------------- |
| 2020  | Coupe d'automne des nations | 2      | 0      | 0      | 0         | 0     | 0               |
| Total | Total                       | 2      | 0      | 0      | 0         | 0     | 0               |

## Palmarès

### En club
- Stade toulousain
  - Vainqueur du Championnat de France Crabos en 2013
  - Finaliste du Championnat de France espoirs en 2015
  - Vainqueur du Championnat de France en 2019[N 1], 2021, 2023, 2024 et 2025
  - Vainqueur de la Champions Cup en 2021 et 2024

### En sélection nationale
- France
  - Finaliste de la Coupe d'automne des nations en 2020